# New Shepard
De New Shepard is een herbruikbare draagraket-en-ruimteschipcombinatie van Blue Origin die is ontwikkeld voor  suborbitaal-ruimtetoerisme. De New Shepard is het eerste lanceersysteem en ruimtevoertuig van Blue Origin. Behalve voor ruimtetoerisme zou de New Shepard ook een alternatief voor experimenten die meestal met behulp van sondeerraketten worden uitgevoerd kunnen gaan vormen. Ook is de New Shepard samen met vijf andere suborbitale raketten opgenomen in NASA's Flight Opportunities-programma.

## Ontwerp

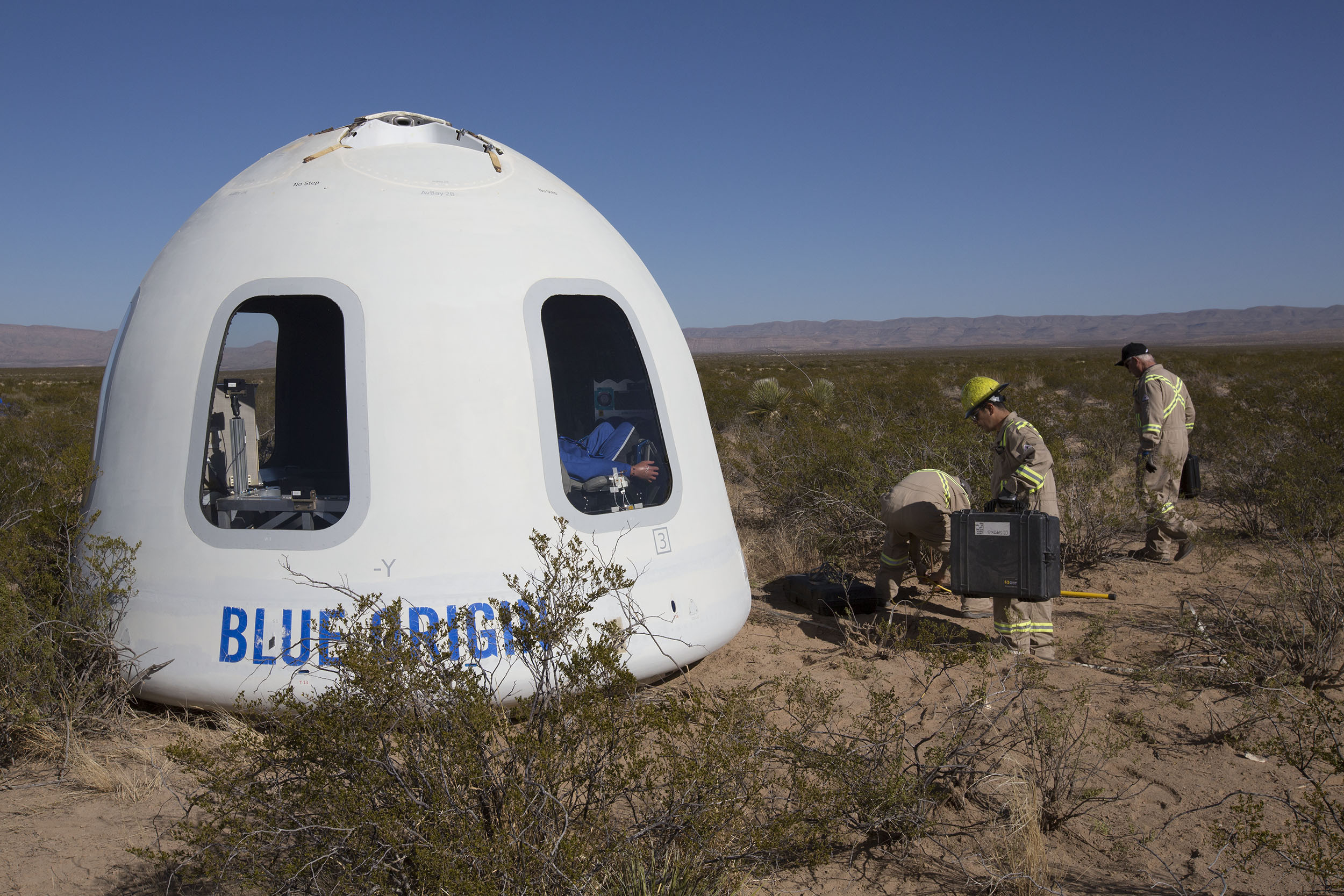
Capsule

De New Shepard bestaat uit een herbruikbare draagraket die rechtstandig kan landen en een capsule voor zes mensen die aan drie parachutes landt. Één seconde voor touchdown wordt een aantal kleine retroraketten geactiveerd zodat de capsule zacht landt.

### Draagraket
De draagraket wordt voortgestuwd met de door Blue Origin zelf ontwikkelde BE-3PM-raketmotor. Deze vloeibarebrandstofmotor, die vloeibare waterstof en vloeibare zuurstof (LOX) als brandstof en oxidator gebruikt, brengt de capsule tot net voorbij de Kármánlijn, die als grens van de ruimte wordt gezien, naar een hoogte van 100,5 km. Daar ontkoppelen ze en zetten ze beide hun eigen weg terug naar het aardoppervlak in. 
Op de weg naar boven worden de windsnelheden en -richtingen in de luchtlagen gemeten. Deze informatie wordt door de boordcomputer gebruikt om het traject terug te berekenen. 
De raket bevat vier stuurvinnen aan de onderaan buitenzijde en een reeks uitklapbare flappen aan de bovenzijde waarmee door de atmosfeer richting de landingsplaats kan worden gemanoeuvreerd. Enkele seconden voor de landing klapt de draagraket de vier poten van het landingsgestel uit. Anders dan de Falcon 9-booster die een zogenaamde hoverslam-landing (in één doorgaande beweging) uitvoert, kan de New Shepard-booster een aantal meter boven de grond tot stilstand komen en dan zacht landen.

### Capsule
In de bodem van de capsule is een pusher-launch-ontsnappingsmotor aangebracht die op vaste brandstof werkt. Deze werd door Blue Origin en Aerojet Rocketdyne onder NASA’s Commercial Crew development-programma ontwikkeld en kan de capsule bij een ongeluk met de draagraket op een veilige afstand brengen. De vlucht duurt van lancering tot het moment van "touch down" van de capsule elf minuten. De New Shepards zouden per stuk zo'n vijftig vluchten moeten gaan maken.

## Suborbitale vlucht
Ruimtetoeristen aan boord van de New Shepard-capsule zullen na afkoppeling van de booster enkele minuten gewichtloosheid ervaren. Dit suborbitale vluchtpatroon is ongeveer gelijk aan dat van de eerste Amerikaanse bemande ruimtevlucht in 1961 waarbij NASA-astronaut en ruimtevaartpionier Alan Shepard, naar wie de New Shepard is vernoemd, aan boord van een Mercury-capsule zat. Groot verschil is dat Alan Shepards Mercury-capsule geen ramen had en de New Shepard-capsule voor een ruimteschip juist relatief grote ramen heeft zodat ruimtetoeristen het zicht op de Aarde en de ruimte hebben.

## Doelen
Blue Origin ziet de New Shepard niet slechts als een voertuig voor ruimtetoerisme, maar ook als een stap naar het ontwikkelen van een orbitale herbruikbare raket. De data en technieken die Blue leert van de New Shepard worden toegepast in hun orbitale raket, de New Glenn, die op zijn vroegst in 2025 zal vliegen. De kosten van dit suborbitale programma blijven veel lager dan de lancering van slechts één orbitale raket. Dat geeft Blue de ruimte om meer te experimenteren alvorens er een orbitale raket is. Ook worden de lessen die Blue heeft geleerd van de New Shepard gebruikt voor de ontwikkeling van de Blue Moon-maanlander.
Op het 33e Space Symposium in Colorado Springs speculeerde Blue Origins CEO Jeff Bezos eenmalig over de mogelijkheid van een kleine tweede trap die aan de New Shepard-booster toegevoegd zou kunnen worden om kleine satellieten in een baan om de Aarde te brengen.
Met subsidie van NASA ontwikkelt Blue Origin de mogelijkheid om met de New Shepard de zwaartekracht van de Maan gedurende twee minuten te simuleren. Dit gebeurt door de capsule te laten draaien. Deze techniek moet eind 2022 beschikbaar komen.
Ook gaat Blue Origin de mogelijkheid aanbieden om instrumenten aan boord van de draagraket te monteren. Wanneer de capsule is afgestoten zullen deze instrumenten gedurende enkele minuten aan de ruimte worden blootgesteld.

## Testvluchten
In 2011 werden twee hoppervluchten met testraket PM2 ondernomen. De PM2 was een raket met grofweg de afmetingen van de latere New Shepard-booster. Deze was uitgevoerd met drie kleinere raketmotoren in plaats van de enkelvoudige BE3-motor die op het eind ontwerp kwam. Bij de eerste vlucht lukte het de PM2 te laten landen. Bij de tweede vlucht mislukte de landing en explodeerde de PM2.
In april 2013 werd een launch abort test van het type pad abort test uitgevoerd waarbij de capsule zichzelf van een dummyraket lanceert, om zo te bewijzen dat de capsule veilig weg kan komen van een falende, al dan niet exploderende draagraket.
Op 29 april 2015 werd een eerste onbemande proefvlucht uitgevoerd, de lancering en vlucht waren een succes, maar de draagraketlanding mislukte. Blue Origin heeft over deze mislukte landing geen verdere details vrijgegeven. In november 2015 slaagde Blue Origin er als eerste in een uit de ruimte terugkerende draagraket rechtstandig te laten landen. 
Op 22 januari 2016 en 2 april 2016 herhaalden ze dit met dezelfde combinatie nog twee maal en werd herbruikbaarheid bewezen.
Op vijfde vlucht (19 juni 2016) werden voor het eerst wetenschappelijke experimenten meegenomen. De vijfde vlucht was de vierde vlucht met dezelfde raket die in november voor het eerst landde en werd voor het eerst live gewebcast. Tijdens deze vlucht werd tevens een landing met een falende parachute gesimuleerd. De capsule landde veilig aan twee in plaats van drie parachutes.
Op 5 oktober 2016 werd nog een launch abort test van het type in flight abort test uitgevoerd, waarbij de capsule tijdens de lancering bij het bereiken van Max Q (maximale dynamische druk door versnelling in de atmosfeer) de draagraket moest verlaten. Verwacht werd dat de booster hierbij verloren zou gaan, maar zowel de booster als de capsule landden veilig. De in-flight-escape-test was de vijfde "re-flight" van dezelfde booster en capsule. De gebruikte New Shepard-combinatie de RSS Jules Verne (“RSS” staat voor Reusable Space Ship) die vijf maal vloog, is ondanks de succesvolle landing na deze vlucht buiten gebruik gesteld. Wel wordt deze raket op ruimtevaartbeurzen tentoongesteld.
Na meer dan een jaar lanceerde en landde Blue Origin op 12 december 2017 een nieuwe New Shepard-booster met een nieuw ruimteschip genaamd RSS H.G. Wells dat echte ramen heeft. Deze “Crew Capsule 2.0” is ook voor daadwerkelijk bemande vluchten geschikt. Deze derde New Shepard-raket bevat enkele verbeteringen om de hitte van de landing beter te doorstaan en is daardoor sneller, met minder reparaties opnieuw te lanceren.
In de loop van 2018 zou Blue nog een aantal onbemande testvluchten met wetenschappelijke experimenten aan boord uitvoeren. Tijdens de achtste vlucht wist de New Shepard een hoogte van 107 kilometer te bereiken. Een eerste bemande testvlucht met een New Shepard werd toen nog begin 2019 verwacht.
Tijdens de negende vlucht werd wederom een in-flight-abort-test uitgevoerd. Ditmaal ontbrandde de ontsnappingsmotor enkele seconden na afkoppeling in de bovenste laag van de atmosfeer. De capsule behaalde door de extra boost een hoogte van 119 kilometer. Tijdens die boost werd de capsule enkele seconden aan een versnelling van 10 g blootgesteld.
In de tiende vlucht was het complete interieur van de capsule voltooid. Vlucht NS-10 werd in het najaar van 2018 uitgesteld door een probleem met de lanceerinstallatie en vond plaats op 23 januari 2019 met aan boord acht suborbitale experimenten van NASA. Vlucht NS-11 op 2 mei 2019 had een soortgelijk profiel en was de vijfde vlucht van de H.G. Wells. Testvlucht NS-12 had op 11 december 2019 ook datzelfde profiel en was de zesde vlucht van de H.G. Wells. Het was de negende missie met experimenten van betalende klanten aan boord. 
De eerste bemande vlucht werd in de loop van 2019 doorgeschoven naar 2020. Daar kwam later nog extra vertraging als gevolg van de coronacrisis overheen. 
Een dertiende onbemande testvlucht werd voor 24 september 2020 aangekondigd en uitgesteld wegens een probleem met de elektrische voeding van een van de experimenten aan boord. 
Op 13 oktober werd NS-13 gelanceerd. Tijdens NS-13 had NASA meer landingssensoren en besturingsapparatuur op de boosters aangebracht die op den duur onder meer op Blue Origins maanlanders Blue Moon en het National Team Human Lander System gebruikt zal worden. Daarnaast was de capsule gevuld met andere experimenten.

### Laatste testvluchten
Vanaf januari 2021 begon Blue Origin met een serie van drie vluchten in "stabiele configuratie". Dit houdt in dat er tussentijds geen wijzigingen in het ontwerp meer worden aangebracht. De derde van die vluchten (NS-16) moet de eerste bemande worden. Tussen de vluchten zullen maximaal zes weken zitten.
Op 14 januari 2021 werd vlucht NS-14 uitgevoerd met een nieuwe booster en een nieuwe capsule. De capsule is RSS First Step gedoopt en bevat een volledig interieur en een lifesupport-systeem. Blue gaf aan de landingssensoren die tijdens de vorige vlucht als experiment debuteerde voortaan standaard in de New Shepard-boosters te implementeren.
Op 14 april 2021 werd tijdens de countdown van testvlucht NS-15 de sequentie van een bemanning nagespeeld als generale repetitie. Twee Blue Origin-medewerkers namen als stand-in astronauten plaats in de capsule maar verlieten die daarop weer. Daarna werd het luik gesloten terwijl de aftelklok liep.

## Bemande vluchten

### NS-16
Op 5 mei 2021 kondigde Blue Origin de eerste bemande vlucht aan, met vier passagiers in een automatische missie zonder piloot. De vlucht vond plaats op 20 juli 2021. Het ticket voor de eerste stoel aan boord werd op 12 juni geveild voor 28 miljoen dollar. De opbrengst ging naar de stichting Love for the future.
De winnaar van de veiling koos ervoor om aan een latere vlucht deel te nemen. Jeff Bezos gunde daarop de stoel aan de achttienjarige Oliver Daemen uit Tilburg, die daarmee de tot op dat moment jongste persoon ooit in de ruimte werd. Stoel twee en drie werden gereserveerd voor Jeff Bezos en zijn broer Mark. Op 1 juli maakte Blue Origin bekend dat de vierde stoel werd weggegeven aan de 82-jarige Wally Funk. Zij maakte begin jaren 1960 deel uit van de Mercury 13-groep, een groep vrouwelijke aspirant-astronauten die werd getraind voor ruimtevluchten. Dat project werd uiteindelijk voortijdig door de politiek afgeblazen zonder dat een vrouw was gelanceerd.
Na afloop van de vlucht was er een ceremonie waarbij de passagiers hun “astronauten-insigne” uit handen van Christopher Ferguson ontvingen en Bezos van de gelegenheid gebruik maakte om een nieuw filantropisch project bekend te maken. Overigens worden passagiers aan boord van de New Shepard door de Amerikaanse luchtvaartautoriteit FAA niet erkend als astronaut tenzij ze significant ruimtevaartwerk in de ruimte uitvoeren waardoor ze als "crew-leden" gelden.

### NS-18
Tijdens vlucht NS-18 werden op 13 oktober 2021 wederom vier mensen aan boord van de RSS First Step gelanceerd. Een van hen was Star Trek-acteur William Shatner die op uitnodiging van Jeff Bezos meevloog.

### NS-19
Tijdens vlucht NS-19 werd voor het eerst de maximum capaciteit van zes personen met de RSS First Step gelanceerd. Aan boord waren Laura Shepard-Churchley, dochter van Alan Shepard en nieuwsanker Michael Strahan. Zij vlogen mee op uitnodiging van Jeff Bezos. Daarnaast waren er vier betalende passagiers aan boord.

## Anomalieën

### NS-23
Tijdens de onbemande wetenschapsvlucht NS-23 op 12 september 2022, ontstond een anomalie in de hoofdmotor van de booster. Er kwamen ongeveer anderhalve minuut na de start gele vlammen uit de motor waarna de ontsnappingsmotor van de H.G. Wells activeerde en de capsule weg stuwde van de booster. De capsule landde vervolgens onder zijn parachutes. 
Op 24 maart 2023 meldde Blue Origin dat de oorzaak was gevonden in een oververhitte straalpijp van de BE-3-hoofdmotor. Blue Origin brengt daarom wijzigingen aan in het ontwerp om de heetste plekken van de verbrandingskamer en straalpijp, de bovenzijde en de zogenaamde "hot-streaks" beter te koelen. De FAA had die conclusies nog niet onderschreven en hield het onderzoek nog open. 
Op 27 september 2023 sloot de FAA het onderzoek nadat Blue Origin 21 correctieve acties had doorgevoerd. Blue Origin verwachte snel weer tot lancering over te kunnen gaan. Op 19 december 2023 werd return-to-flight gemaakt met de onbemande missie NS-24. 

### NS-25
Op 19 mei 2024 werd met NS-25 de bemande return-to-flight gemaakt. Daarbij klapte een van de drie landingsparachutes niet volledig uit. De capsule landde wel veilig aan de resterende parachutes. Blue Origin deelde de informatie die ze hadden over de parachute-anomalie met Boeing en NASA omdat de Boeing Starliner met soortgelijke parachutes is uitgerust. De anomalie had geen invloed op Starliner-testvlucht Boe-CFT.

### NS-29
Tijdens de onbemande wetenschapsvlucht NS-29 ontvouwde een van de drie hoofdparachutes zich later dan de andere twee. Er werd tijdens die vlucht met een nieuw parachuteontwerp gevlogen.

## New Shepard-capsules
- RSS Jules Verne, buiten gebruik gesteld, werd gebruikt voor eerste serie testvluchten. Vluchten: NS1, NS2, NS3, NS4, NS5, NS6
- RSS H.G. Wells, in gebruik, bedoeld voor onbemande vluchten. Vluchten: NS7, NS8, NS9, NS10, NS11, NS12, NS13, NS17, NS23 (mislukt)
- RSS First Step, in gebruik, bedoeld voor bemande vluchten. Vluchten: NS14, NS15, NS16, NS18, NS19, NS20, NS21, NS22

Er zijn vier boosters gebouwd. Tail 1 vloog eenmaal en crashte bij de landing. Tail 2 vloog op vluchten NS-2 t/m NS-6. Tail 3 crashte na de NS-23-anomalie. Tail 4 is in gebruik.

## Trivia
- Blue Origin heeft ook zwaardere draagraket-en-bemanningscapsulecombinaties in ontwikkeling. De naamgevingen van deze raketten verwijzen net als bij de New Shepard naar de astronauten die als eerste Amerikaan een bepaald type ruimtevlucht maakten. Zo heet de combinatie voor orbitale vluchten New Glenn (naar John Glenn) en staat er ook een New Armstrong (naar Neil Armstrong) op de planning.[46][47][48]